# Auge (mitologia)
Auge (in greco antico: Αὔγη?, Áughē) è un personaggio della mitologia greca. Fu una principessa di Arcadia.

## Genealogia
Figlia di Aleo e di Neera, ebbe da Eracle il figlio Telefo.

## Mitologia
Nelle varie versioni del mito, Auge rimase incinta da Eracle e quando il padre la scoprì, ordinò di farla allontanare ed in tutti questi racconti lei ed il figlio Telefo finiscono in Misia e nel regno di Teutrante, dove Auge entra nella corte del re ed il bambino viene adottato.

### Apollodoro

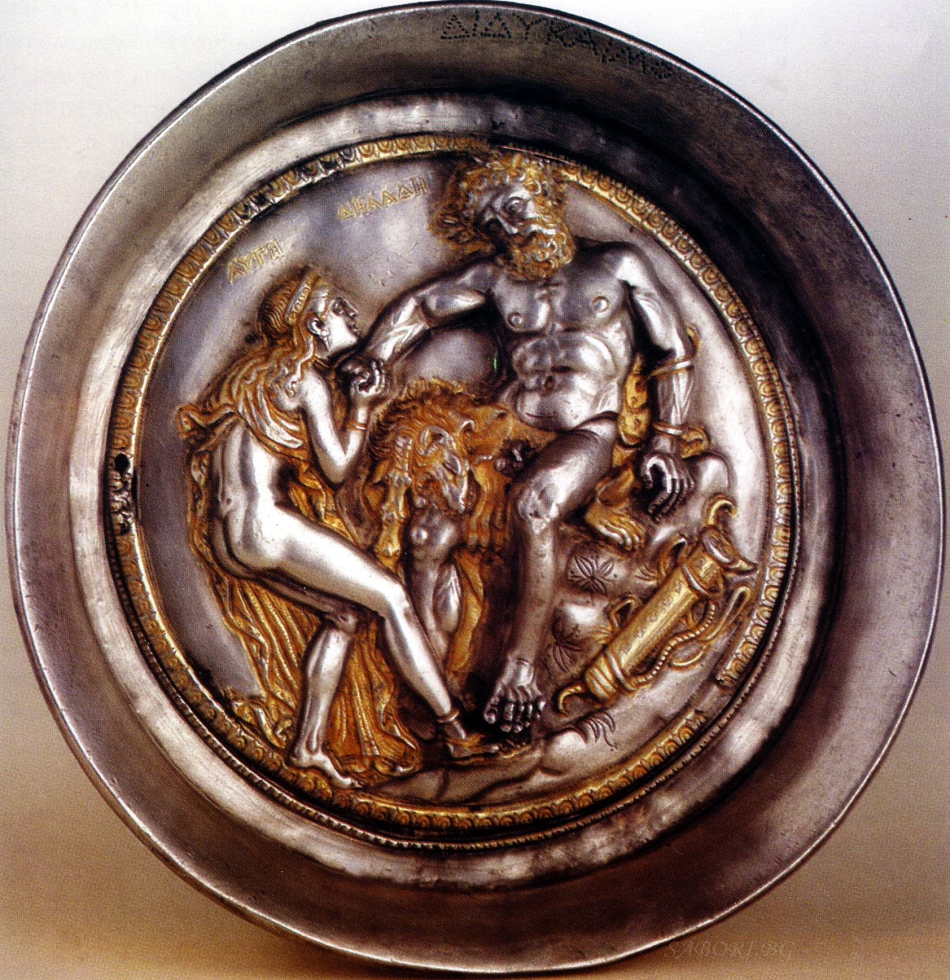
Eracle ed Auge

Auge (che era una sacerdotessa di Atena Alea e quindi obbligata alla castità), fu sedotta da Eracle e nascose il neonato nel tempio, ma una piaga avvolse le terre del regno rendendole sterili e gli oracoli rivelarono che la causa fosse il suo sacrilegio, così fu fatta consegnare dal padre ad un abitante di Napulia per essere uccisa ma questi la cedette a Teutrante che la sposò. 

Telefo fu invece abbandonato sul monte Partenio e fu allattato da una cerva e poi una volta cresciuto giunse in Misia e fu adottato da Teutrante.

### Pausania
Auge era da tempo amante di Eracle e quando da lui partorì Telefo, il padre di lei li mise entrambi in una cassa e li gettò in mare. Ritrovati da Teutrante, questi s'innamorò di lei e la sposò. 

Pausania scrive anche che la sua tomba si trovava a Pergamo sopra il Calcus e consisteva in un tumulo di terra circondato da un basamento di pietra e sormontato da una figura di donna nuda in bronzo.

### Frammenti di Esiodo
Dai frammenti di Esiodo (una versione molto più antica), sembra che Auge era già in Misia quando fu sedotta da Eracle e che questi aveva già sconfitto le Amazzoni ed era in cerca dei cavalli di Laomedonte.

### Diodoro Siculo
Eracle era di ritorno dall'avventura contro Ippocoonte ed Auge fu sedotta nella casa del padre (Aleo), che in seguito scoprì la gravidanza e nonostante lei lo avesse descritto come un atto di violenza, fu consegnata al Napulio per essere affogata nel mare. Ma, mentre veniva condotta e si trovava nei pressi del monte Partenio, disse all'uomo di aver bisogno di ritirarsi dietro ad un cespuglio e lì partorì di nascosto il bambino che abbandonò. 
 Giunti al porto di Napulia in Argolide l'uomo decise di salvarla regalandola ad alcuni Cari in partenza per la Misia ed Auge fu da questi portata da Teutrante.

### Il seguito di Igino
Igino racconta un seguito della leggenda, partendo dall'adozione di Auge da parte di Teutrante (quindi non il matrimonio) e della promessa del re a Telefo del proprio regno e di Auge stessa qualora questi lo avesse protetto da Idas che lo stava attaccando. Così una volta che Telefo sconfisse Idas, Auge gli fu consegnata in sposa ma lei, fedele ad Eracle e non sapendo a chi fosse stata ceduta, prima di recarsi di fronte a lui celò una spada con l'intenzione di ucciderlo. Ma un serpente s'insinuò tra loro due e lei rivelò le sue intenzioni lasciando cadere la spada e rischiando di essere uccisa dal proprio figlio. 

Disperata, Auge invocò Eracle dando modo a Telefo di riconoscerla.